# Stephen Stills 2
 (octobre 2012).
Si vous disposez d'ouvrages ou d'articles de référence ou si vous connaissez des sites web de qualité traitant du thème abordé ici, merci de compléter l'article en donnant les références utiles à sa vérifiabilité et en les liant à la section « Notes et références ».
Albums de Stephen Stills
Stephen Stills
(1970) Manassas (avec le groupe éponyme) 
(1972)
Albums par Stephen Stills (en solo)
Stephen Stills
(1970) Stills
(1975)
Stephen Stills 2 est le 2e album solo de Stephen Stills et sorti en 1971.

## Historique
La chanson Bluebird Revisited avait déjà été jouée en concert avec Crosby, Stills, Nash and Young en 1969.
Cet album fut moins bien reçu que son prédécesseur (qui avait été 8e au Billboard) et fut qualifié d'auto-indulgent par la plupart des revues dont Rolling stone. Les seuls titres qui furent bien accueillis furent Change Partners et Marianne, qui sortirent en simple mais n’atteignirent que les 43e et 42e place du Billboard.

## Liste des titres
Toutes les chansons sont écrites et composées par Stephen Stills sauf là où noté.
| 1. | Change Partners         |              | 3:13 |
| 2. | Nothin' To Do But Today |              | 2:40 |
| 3. | Fishes and Scorpions    |              | 3:13 |
| 4. | Sugar Babe              |              | 4:04 |
| 5. | Know You Got to Run     | John Hopkins | 3:50 |
| 6. | Open Secret             |              | 5:00 |

| 1. | Relaxing Town      | 2:20 |
| 2. | Singin' Call       | 3:01 |
| 3. | Ecology Song       | 3:22 |
| 4. | Word Game          | 4:13 |
| 5. | Marianne           | 2:27 |
| 6. | Bluebird Revisited | 5:23 |

## Musiciens
- Stephen Stills : Chant, guitare, basse, claviers, percussions
- Eric Clapton : Guitare (sur "Fishes And Scorpions")
- Nils Lofgren : Guitare, claviers, chœurs
- Jerry Garcia : Guitare slide (sur Change Partners)
- Calvin "Fuzzy" Samuels : Basse
- Billy Preston, Mac Rebennack, Paul Harris : Claviers
- David Crosby, Fred Neil, Henry Diltz : Chœurs
- Conrad Isidore, Dallas Taylor : Batterie
- Gaspar Lawrawal, Rocky Dijon : Congas
- The Memphix Horns :
  - Andrew Love, Ed Logan, Sidney George : Saxophone Ténor
  - Floyd Newman, James Mitchell : Saxophone Baryton
  - Wayne Jackson, Roger Hopps : Trompette
  - Jack Helm : Trombone

## Équipe technique
- Stephen Stills : Production, arrangements, direction de l'orchestre
- Bill Halverson : Production, ingénieur
- Richard Digby Smith, The Albert Brothers : Assistance
- Gary Burden : Direction artistique, design
- Henry diltz : Photographies